# Jacques Foccart
Jacques Foccart (* 31. August 1913 in Ambrières, Mayenne; † 19. März 1997 in Paris) war ein französischer Politiker. Als Generalsekretär für afrikanische und madagassische Angelegenheiten im Élysée-Palast von 1960 bis 1974 prägte er maßgeblich die französische Afrikapolitik der Staatspräsidenten Charles de Gaulle und Georges Pompidou, was ihm den Beinamen „Monsieur Afrique“ einbrachte.

## Leben

### Frühe Jahre
Foccart wurde in Ambrières im nordwestfranzösischen Département Mayenne geboren. Seine Familie besaß Land auf der französischen Karibikinsel Guadeloupe, wo er die ersten sechs Jahre seines Lebens verbrachte. Während des Zweiten Weltkriegs schloss er sich der Résistance an, laut seines Biografen Pierre Jean, um einer Anklage wegen Unterschlagung durch die deutschen Besatzungsbehörden zu entkommen. Er schloss sich frühzeitig dem Freien Frankreich unter Charles de Gaulle an und arbeitete für dessen Nachrichtendienst unter André Dewavrin alias Colonel Passy.
Nach dem Krieg gründete er die erfolgreiche Import-Export-Firma SAFIEX (Société anonyme française d’import et d’export), die in Afrika und in der Karibik tätig war. Daneben war Foccart Mitbegründer des milizartigen „Ordnungsdienstes“ (service d’ordre, SO) von de Gaulles Partei Rassemblement du peuple français (RPF), der bei handgreiflichen politischen Auseinandersetzungen der 1950er und 1960er Jahre bei Bedarf Gruppen von Muskelmännern gegen linke Gegner mobilisierte und ab 1960 den Namen Service d’action civique (S.A.C) trug. Die Organisation wurde 1981 aufgelöst.
Foccart war Vorstandsmitglied, stellvertretender Generalsekretär und nach dem Rücktritt Louis Terrenoires 1954 Generalsekretär des RPF. Dieses hatte zu jener Zeit aber schon an Bedeutung verloren, nachdem sich de Gaulle nach einer Wahlniederlage 1953 vorläufig aus der Politik zurückgezogen hatte. Durch seine vielfältigen Kontakte zu Armee und Nachrichtendienst soll Foccart de Gaulle bei dessen Rückkehr an die Macht im Mai 1958 behilflich gewesen sein.

### Graue Eminenz
Im „afrikanischen Jahr“ 1960, in dem die meisten französischen Kolonien in Afrika in die staatliche Unabhängigkeit entlassen wurden, ernannte Staatspräsident de Gaulle Foccart zum Generalsekretär für afrikanische und madagassische Angelegenheiten im französischen Präsidialamt (Élysée-Palast). Dieses Amt behielt er auch nach dem Rücktritt de Gaulles 1969 während der Präsidentschaft Georges Pompidous bis 1974. In dieser Funktion gilt er als graue Eminenz der französischen Afrikapolitik oder kurz als Monsieur Afrique. Frankreich bemühte sich, in seinen ehemaligen afrikanischen Kolonien auch nach deren formaler Unabhängigkeit seinen politischen und wirtschaftlichen Einfluss zu wahren.
Foccarts meist diskrete Bemühungen richteten sich dabei teils gegen Ambitionen des Ostblocks, aber auch – wenn nicht überwiegend – gegen die Konkurrenz durch die USA. Foccart war in afrikanischen Fragen der wichtigste Ratgeber seiner Präsidenten, so gut wie alle tatsächlichen und vermuteten französischen Aktivitäten in Afrika wurden mit seinem Namen verbunden. Als Beispiel sei hier der blutige Staatsstreich gegen die erste demokratische Regierung Togos im Jahr 1963 genannt. Das Verhältnis zu de Gaulle war sehr eng, nur als dieser während der Mai-Unruhen 1968 kurzzeitig nach Baden-Baden flog und es absolut geheim bleiben sollte, sagte er zu Mitarbeitern: „Sprechen Sie darüber nicht einmal mit Foccart“.
Foccarts Hauptaufgaben waren
- enge Kontakte zu den neuen afrikanischen Staatsoberhäuptern und Regierungen zu pflegen
- die Interessen französischer Konzerne wie Elf Aquitaine gegenüber denen anderer europäischer Länder und der USA zu wahren
- sicherzustellen, dass die unvermeidlichen Staatsstreiche in den Ländern der Frankophonie Frankreichs Interessen nicht gefährdeten
- notfalls eine Intervention Frankreichs zum Erhalt oder zum Sturz einer Regierung zu organisieren
- sicherzustellen, das die französische Regierung durch diese Aktivitäten nicht diskreditiert wurde
- kurzum, im französischsprachigen Afrika eine gewisse Stabilität zu erhalten.

Während eines Staatsbesuchs in Gabun 1972 wurde Präsident Georges Pompidou von einem Reporter gefragt, ob es wahr sei, dass Frankreich hinter all diesen Staatsstreichen steckte. Dessen Antwort lautete knapp: „Fragen Sie Foccart“.

### Letzte Jahre
Mit dem Amtsantritt des neuen Präsidenten Valéry Giscard d’Estaing endete 1974 Foccarts offizielle Rolle, er hielt seine Kontakte zu afrikanischen Politikern aber weiter aufrecht. Als Jacques Chirac 1986 für zwei Jahre Ministerpräsident unter Präsident François Mitterrand wurde, holte er Foccart zu sich. Als Chirac 1995 selber Präsident wurde, konnte Foccart in den Élysée-Palast zurückkehren.
Er schrieb mehrere Bücher, 1995 veröffentlichte er seine Memoiren. Foccart erkrankte an der Parkinson-Krankheit und starb 1997 in seiner Pariser Wohnung.

## Sonstiges
Als die Satirezeitschrift Le Canard enchaîné Anfang der 1970er Jahre behauptete, Foccart habe in de Gaulles Büro zu dessen Amtszeit eine Wanze installiert, ging er vor Gericht und gewann. Ihm wurde die symbolische Entschädigung von einem Franc zugesprochen.